# Gastronomía de Guatemala
La gastronomía de Guatemala es actualmente el resultado de la mezcla de dos culturas, la maya y la española, que evolucionó en un estilo de comidas propio de Guatemala. Los principales alimentos que se encontraban en Guatemala antes de la conquista eran el maíz, el frijol, calabaza, cacao y el chile. Así como numerosos vegetales y frutas tropicales como el tomate, aguacate, piña, zapote, chicozapte, vainilla y achiote. Pero la llegada de los españoles a Guatemala trajo numerosas y nuevas formas e ingredientes para preparar la comida. Estas características se fueron mezclando con la gastronomía maya con el tiempo hasta dar como resultado la cocina guatemalteca de hoy.
La llegada de los españoles a Guatemala en el siglo XVI marcó el nacimiento de una centenaria tradición culinaria mestiza, producto de la mezcla de las costumbres alimenticias de los mayas y la cocina española. Esta mezcla hace que algunos platos de la gastronomía guatemalteca se asemejen a la gastronomía mexicana, esto debido al antepasado mesoamericano antes de la creación de los Estados modernos. Mesoamérica es cuna de muchos de los ingredientes que enriquecen estas gastronomías, siendo posteriormente popularizado al resto del mundo, como el chocolate, aguacate, chiles, vainilla y el tomate.
La gastronomía guatemalteca tiene como una de sus principales bases el maíz, el tomate utilizado en la elaboración de los diversos "recados" y los chirmoles. El chile es de uso moderado, siendo utilizado más en unas regiones culturales que en otras, aunque algunos chiles son indispensables para ciertas recetas como el chile guaque, pasa, dulce, zambo.
El frijol es el otro ingrediente más consumido. El frijol negro forma parte de la alimentación diaria en los hogares guatemaltecos. También se consume el frijol colorado y el frijol blanco, así como algunas variedades de frijol pinto denominadas piloyes. Otras semillas son la pepita de ayote o el ajonjolí que se usan para espesar y sazonar diversos platos, o las semillas del cacao que se emplean en recetas ceremoniales de los pueblos mayas. Por su parte, las hierbas de olor se utilizan para la sazón de muchos platos, como el perejil, cilantro, hoja de hierbabuena o el samat. En el departamento de Izabal existe influencias de la cultura garífuna y africana, entremezclados con ingredientes caribeños tales como el banano, coco, plátano y los frutos del mar.

## Aportes de la gastronomía española a Guatemala
Los aportes de España y el resto de Europa a la gastronomía guatemalteca fueron básicamente: el trigo, así como sus derivados, arroz, cebada, caña de azúcar, la uva, naranja, limón, manzana, pera, durazno, melocotón.
Los mayas conseguían carnes, normalmente eran de pavos. Además de otras especies obtenidas de la cacería como venados, armadillos, tepezcuintles y algunas aves. Por lo que los españoles introdujeron grandes variedades de carnes que antes de la época hispánica no eran utilizadas. Como la de res, cerdo, carnero, ovejas y aves de corral, como la gallina de Castilla, entre otras.
También entraron a la dieta alimenticia una gran cantidad de embutidos como los jamones, salchichones, longanizas, chorizos, entre otros. Además el azúcar dio la posibilidad de que se realizaran dulces de tradición españolas, algunos siendo de ascendencia árabe.

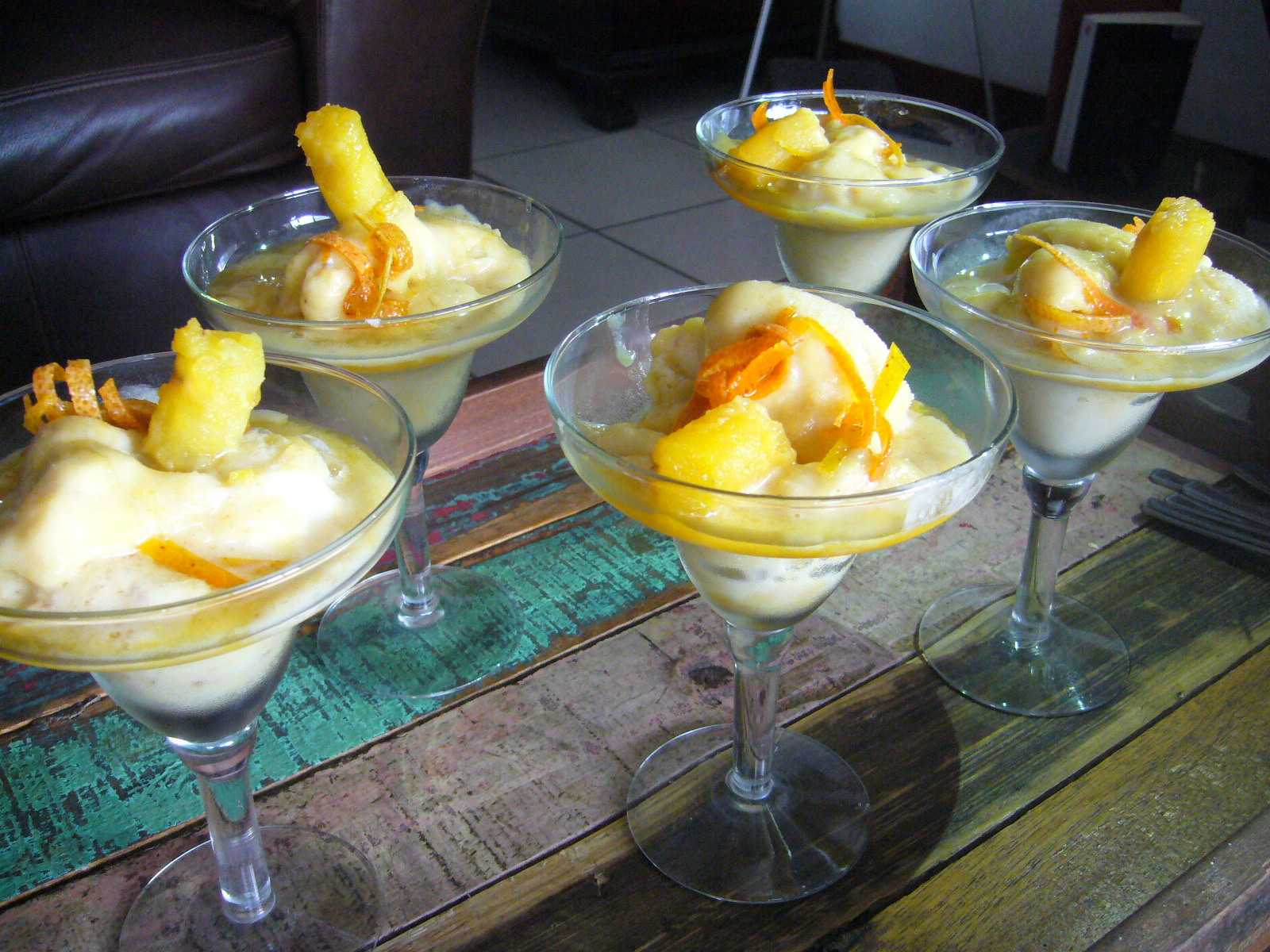
Helado de camotes.

## Comidas típicas de Guatemala declaradas Patrimonio Cultural Intangible de la Nación
En cada región de Guatemala existen platillos que con sus técnicas de elaboración e ingredientes cuentan la historia del lugar y sus tradiciones. Debido a que las comidas típicas del país son consideradas un elemento de identidad, ocho han sido declaradas Patrimonio Cultural Intangible de la Nación. Aquí hay una lista de algunos de estos famosos platillos típicos.

### Pepián
El pepián es uno de los recados más populares de toda Guatemala,  fue declarado patrimonio cultural en el año 2007, bajo el Acuerdo Ministerial 801-2007. Este platillo es considerado una comida tradicional, ya que se servía en grandes eventos y rituales, relacionados con la religión y la política.

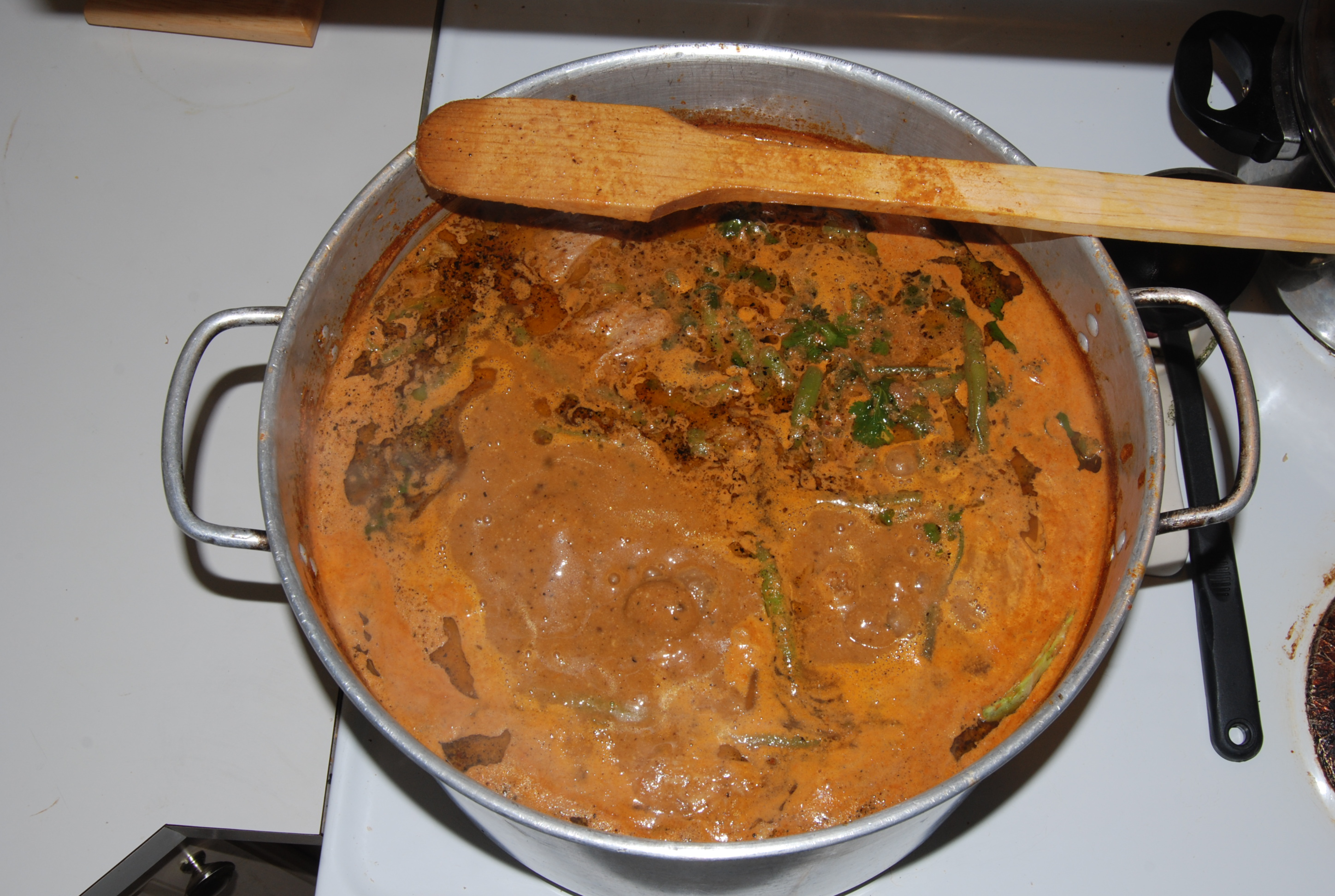
Recado, declarado patrimonio cultural de Guatemala.

### Kak ik
El kak’ik fue declarado patrimonio cultural en el año 2007, según el Acuerdo Ministerial 801-2007. Es una comida que se puede degustar cualquier época del año, ya que sus ingredientes principales son de fácil acceso. Este recado es completamente pre-colombino, se acostumbra a prepararlo con pavo o chompipe y se acompaña con arroz.

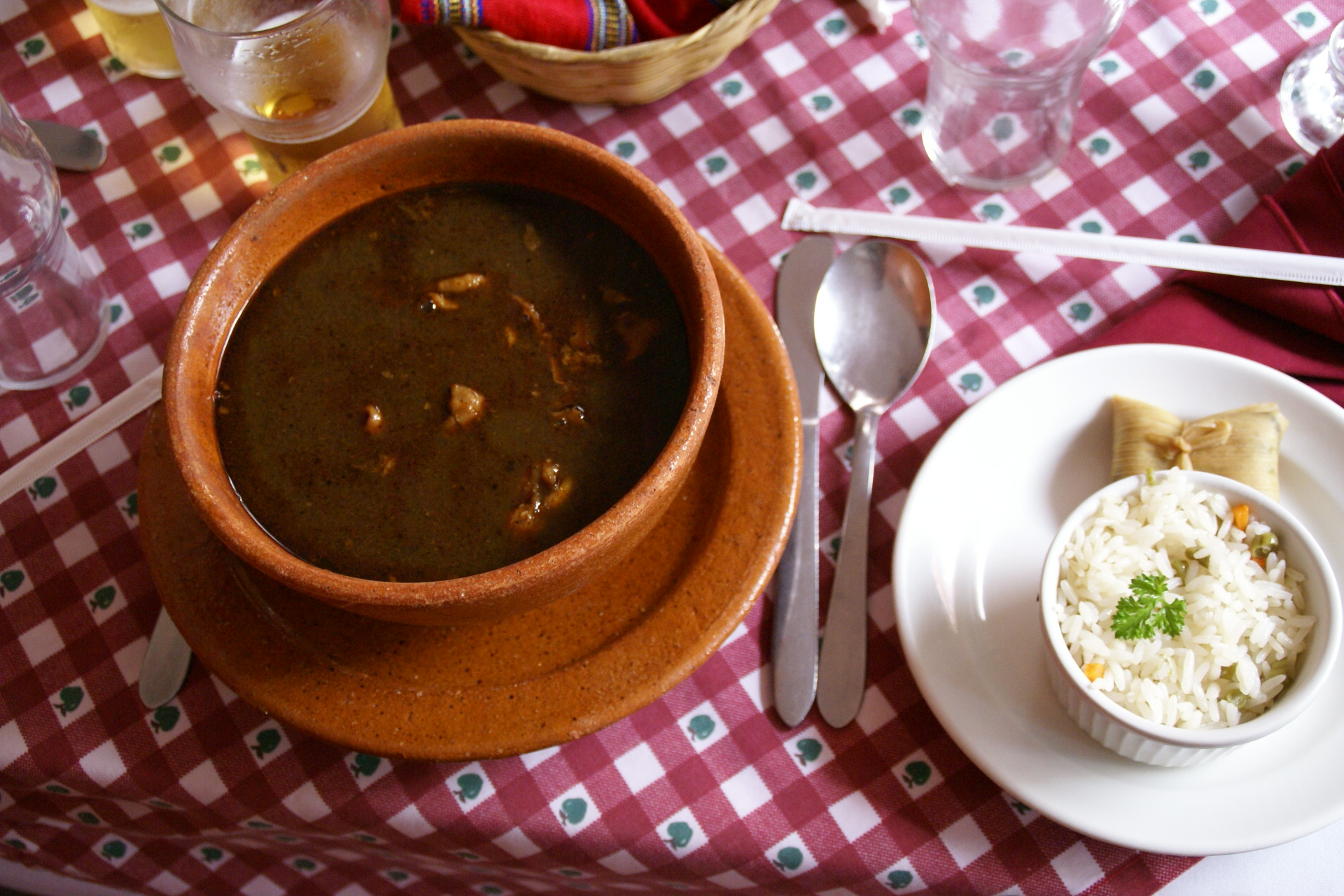
Comida típica y popular de Guatemala.

### Jocón
El Jocón es un platillo representativo del departamento de Huehuetenango, aunque se sirve en todo el país. Fue declarado patrimonio cultural en el 2007, según el Acuerdo Ministerial 801-2007. La palabra “jocón”, se origina del quiché “jok om” y significa “recado verde” o “cinco verdes”, por la inclusión de sus ingredientes originales: el miltomate, tomate verde, cebolla con tallo, cilantro y chile pimiento. 

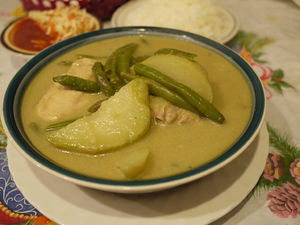
Platillo popular en la gastronomía guatemalteca.

### Plátanos en mole
El delicioso Plátano en Mole guatemalteco tiene sus orígenes a mitad del siglo XVI, cuando las cofradías se iniciaron en Guatemala. Fue entonces cuando se unieron los ingredientes de dos continentes en este exquisito platillo, el chocolate de origen maya y el ajonjolí, chiles y canela del oriente, traídos a nuestras tierras por los españoles. Por otra parte, fue declarado Patrimonio Cultural Intangible de la Nación por el Ministerio de Cultura y Deportes, según el Acuerdo Ministerial 801-2007. 

### Chocolate de Mixco
El chocolate de Mixco se elabora desde el tiempo de la Colonia, en la actualidad, no hay escuelas ni talleres especializados que enseñen el arte de hacer buen chocolate, sino que el conocimiento para prepararlo se transmite de generación en generación. Fue el 7 de septiembre de 2009 que el Ministro de Cultura y Deportes, que declaró al Chocolate de Mixco y su Proceso Artesanal de Elaboración como Patrimonio Cultural Intangible de la Nación.

### Fiambre
El Fiambre, según la tradición guatemalteca, se cree que el fiambre es un medio de unión familiar entre vivos y muertos, por lo que es natural que algunos lo degusten en casa o el cementerio en el día de los muertos. El origen de este platillo típico se remonta a la época colonial, especialmente catalanes que trajeron consigo la receta de la Ensalada Catalana entre los siglos XVI y XVII y que con el tiempo fue fusionándose con los sabores locales para evolucionar en el plato que se conoce hoy en día. Hay muchas leyendas urbanas que indican que el plato fue inventado por monjas capuchinas para alimentar a unos invitados; pero no hay documentación que sustente esta historia. La masificación del Fiambre se dio después del terremoto de Santa Marta, pues la disponiblidad de ingredientes en esa época permitió su amplificación y conocimiento en todo el país. Fue declarado Patrimonio Cultural Intangible de la Nación, a través del Acuerdo Ministerial 880- 2019, con el objetivo de preservar la tradición.

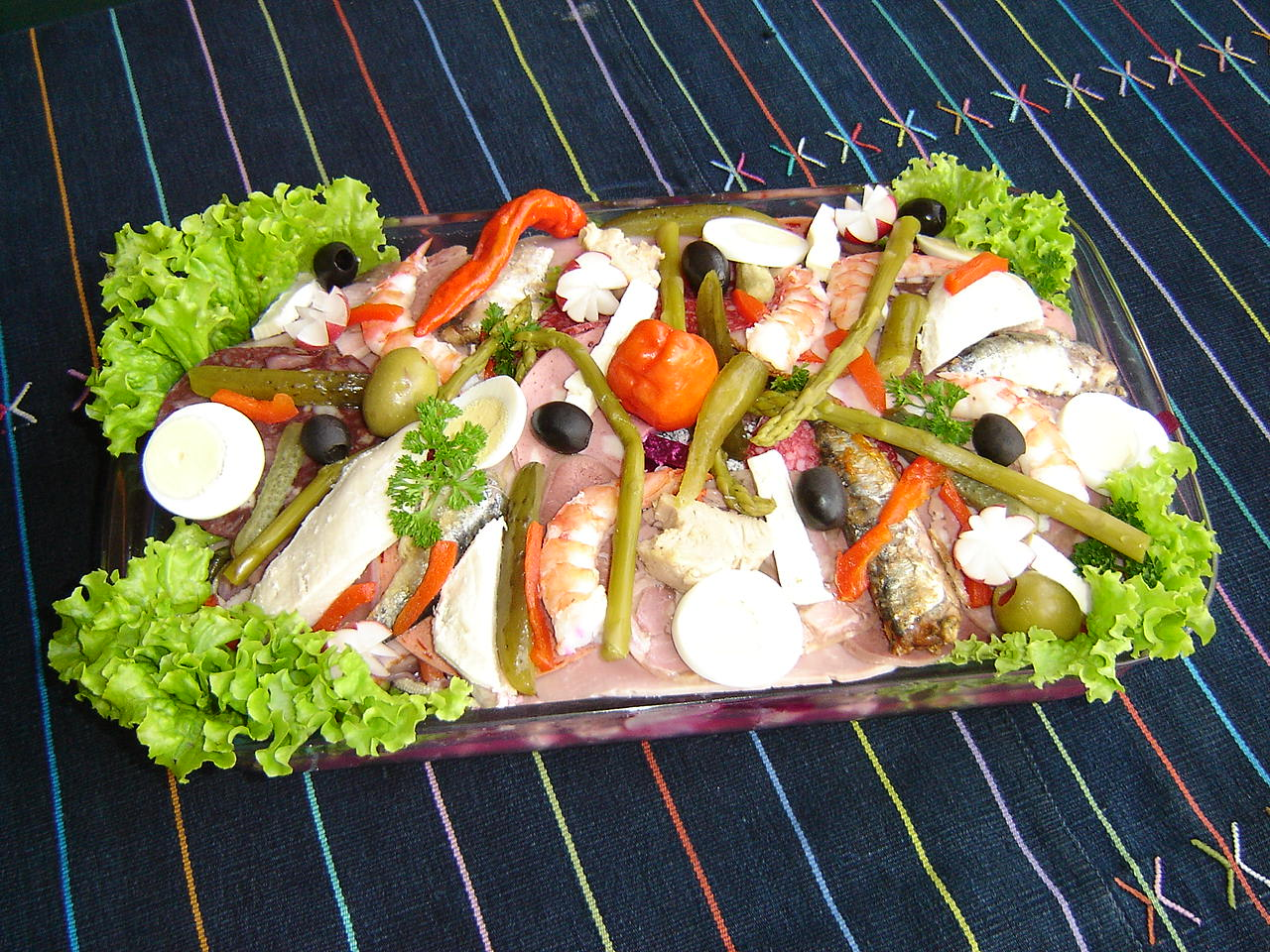
Platillo de la época colonial.

## Preparaciones
La forma de comer en una mesa o fuera de esta, varía según las costumbres de los pueblos indígenas y de las especialidades gastronómicas que se preparan por su misma naturaleza. Por ejemplo, los antojitos típicos como tacos (duros o suaves, tostadas, etc.) se considera normal o "correcto" que se coman con las manos, ya que es lo aceptado localmente por ser producto de la influencia y fusión cultural.
También destaca la gastronomía aguacateca. Aguacatán cuenta con su gastronomía, entre estas se destacan el caldo de pollo, caldo de res, pepián, bixhbol y pixhtones. Las bebidas tradicionales son el atol de arroz, atol de arroz con chocolate, atol de elote, atol de haba, atol de manía, bebida con xhucheles (con o sin azúcar) y el chocolate.
El inventario de platillos típicos de Guatemala cuenta con gran participación de sopas, caldos, embutidos, refritos, guisados, estofados, jugos, recados, desecados, conservados, atoles, sancochados, platos dulces, agridulces y más. Sus recetas varían por su complejidad en la preparación y por la disponibilidad de sus ingredientes. A continuación se mencionan algunos de los platillos típicos de Guatemala.

### Platos especiales
El Gobierno de Guatemala, el 7 de noviembre de 2007 declaró como Patrimonio Cultural Intangible de la Nación cuatro platos típicos. Las primeras creaciones de arte culinario en formar parte de la herencia cultural del país son estos platos provenientes de una fusión de la cocina precolombina con ingredientes de origen hispano-árabe, como el jocón, el pepián, el kak ik y los plátanos en mole.
Tres de estos platillos datan de hace más de cuatro siglos y son una fusión de ingredientes originarios de la Guatemala precolombina con productos españoles y árabes llevados a esas tierras por los conquistadores españoles. Se trata de platillos elaborados a base de caldos y salsas condimentados con especias, hierbas y verduras, y acompañados de carnes, de gallina en el caso del jocón, pavo en el kak ik, y pollo en el pepián.
Estos platillos fueron creados durante el siglo XVI en las cocinas de las familias principales del reino de Guatemala y en los conventos, todos de españoles criollos o peninsulares. Sin embargo, el kak ik es una comida de origen indígena y su preparación actualmente, continúa sin muchas variaciones de la original. Eran comidas que seguían a grandes ceremonias, donde participaban las familias más adineradas del pueblo. Hoy es parte importante de las mejores fiestas en muchos hogares.
- El jocón es un caldo verde de carne de gallina con papa y una verdura llamada güisquil. El color se debe a que usa miltomate, una fruta que es verde y un poco ácida con una envoltura o cáscara que se seca al madurar y que se debe retirar para su utilización. Mientras más pequeño sea el miltomate, menos ácido será y la salsa tendrá más cuerpo y sabor residual.
- El pepián es de vegetales asados casi hasta quemar lo que provee el sabor característico, especias y carnes (pollo y/o res).
- Los plátanos en mole se preparan con tomate, chocolate, chiles guaque y pasa, panela, champurradas, ajonjolí y canela que también son asados como en el Pepián.
- El kak ik es un platillo indígena de especias, vegetales y pavo.

### Caldos, sopas y recados
- Caldo de gallina criolla.
- Cocido caldo de res: caldo de origen colonial hecho de hueso de res y que lleva además, elote, repollo, zanahoria, ejote, plátano y camote (en algunas regiones), papa, cebolla, yuca, güicoy y güisquil. Se le añade de preferencia unas gotas de naranja agria o limón, se puede acompañar con chile (picante) ya sea en salsas o en fruto, se acompaña con arroz, aguacate y tortillas bien calientes recién salidas del comal.
- Caldo de pata: caldo el cual esta hecho de pata de res y que lleva además, elote, repollo, zanahoria, güisquil, papas.
- Caldo de frijol negro con crema.
- Caldo de mariscos.
- Tapado de mariscos Barrios y Livingston: sopa a base de leche de coco y mariscos con plátano, tomate y cilantro.
- Caldo de moronga: caldo de res muy ligero al que se le añade moronga (embutido de sangre de cerdo con hierbas y especias. Mejor conocido como morcilla). Sus acompañamientos pueden variar de una región a otra.
- Sopa de tortuga Cobán: Sopa de tortuga con verduras, muy rica pero difícil de conseguir, ya que no hay muchos criaderos de tortugas reglamentados.
- Chirín.
- Kak ik Cobán.
- Sak ik Tactic: Sopa de Pavo que se sirve con tamalitos de masa y arroz.
- Jocón: Pollo en salsa verde, partido en piezas que lleva papa y ejote y se acompaña de arroz blanco.
- Suban 'ik.
- Pepián: Pollo con papa y güisquil en salsa de pepitoria, chiles y especias, espesado con tortilla.
- Pepián indio: Igual que el arriba descrito pero con tortilla quemada lo que le da un color más oscuro y un ligero amargor.
- Pollo en amarillo.
- Hilachas de res: Carne que se deshebra y se coce en salsa a base de tomate, zanahoria y papa, acompañado de arroz y tortillas. En otros países se le conoce como "ropa vieja".
- Revolcado de cerdo: Menudos de cerdo y cabeza de cerdo en salsa de chiles no picantes y tomate, es una salsa espesa que se come con arroz blanco o arroz con loroco.
- Pulique.
- Gallo en chicha: Gallo cocido a fuego lento para que ablande en una salsa a base de licor de piña artesanal, pasas, ciruelas, canela y panela.
- Pash ik.
- Piloyada: Mezcla de frijoles piloy con salsa a base de tomate y cebolla con chile y especias.
- Jabalí en recado rojo Cobán: Carne de jabalí en salsa de chile guaque y chile pasa con tomate y achote.
- Venado en recado Cobán: Lomo de venado en salsa de chile chocolate y hierbas con cilantro y achote.

### Tamales

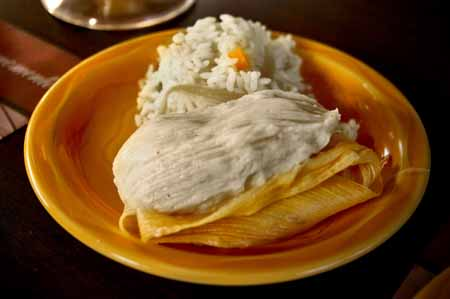
Chuchito tradicional.

- Tamal colorado: Masa de arroz o de maíz que lleva encima salsa de tomate especial, un trozo de carne (res, pollo, cerdo, pavo o pato) una tira de chile pimiento y una aceituna; envuelto en hoja de sal y luego en hoja de plátano. Plato típico de los sábados por la noche. Clásico de la Cena de Nochebuena. En el oeste del país generalmente son de arroz o mezcla de arroz y maíz con carne de cerdo o pollo.
- Tamal negro: la base es la misma del colorado. La diferencia es que éste es dulce y la salsa es café oscura, por llevar chocolate; se adorna éste con pasas, ciruelas y almendras.
- Tamalitos de chipilín
- Tamalitos de loroco
- Tamalitos de cambray: tamalitos dulces de masa de maíz con pasas de sabor anisado. Parte de la masa se colorea de rojo y se acompaña de un poco de crema agria.
- Ticuco o tamalitos de frijol
- Chepes o tayuyos: tamal con relleno de frijol negro parado, en forma de tortilla
- Tamalitos de viaje (de fiesta para semana santa)
- Tamalito de elote
- Paches: tamales hechos de papa machacada con salsa de tomate a la que se le añade carne (res, pollo, cerdo, pavo o pato) y un chile verde bastante picante. Envueltos con hojas de maxán u hojas de plátano.
- Chuchitos: tamalitos de masa de maíz con queso seco acompañado de salsa de tomate ligeramente picante y carne. Se envuelve en "tusa" (la hoja que cubre el elote).

### Postres y dulces
- Rellenitos: Masa de plátano relleno de frijoles, se fríe y se capea con azúcar y canela.
- Camote en dulce
- Pan de manteca: Muy variado tanto en tamaño y forma, conchas, cachitos (cuernitos) entre otros.
- Champurradas: Pan dulce tipo galleta que se usa para acompañar el café o el chocolate.
- Lenguas
- Palmeritas
- Sheca: Pan dulce poco refinado aromatizado con anís y canela, endulzado con panela y miel y rebozado en harina. Es originario del occidente de Guatemala.
- Chiquiadores: En otros países se conocen como soletas o lenguas de gato.
- Barquillos: Tubos de pasta de harina azucarada de paredes muy delgadas, para acompañar con helado. Clásicos de toda fiesta de cumpleaños.
- Quesadilla de Zacapa: Pan con queso dulce, se usa queso de la región para este pan húmedo.
- Plátanos en mole: Plátanos fritos en salsa de chocolate ligeramente picante con ajonjolí.
- Plátanos en gloria: Plátanos fritos ahogados en salsa de panela, canela y clavo con pasas.
- Duraznos en miel
- Ayote en dulce
- Nances en dulce
- Tortitas de yuca: Pasta de yuca dulce con anís, fritas en forma de tortilla. Se sirven con miel de abeja
- Buñuelos
- Torrejas
- Molletes
- Ayote en dulce
- Nuégados
- Bocadillos de coco, zapote y otros
- Alborotos: Bolas de palomitas de alpiste, pegados con caramelo de diferentes colores
- Algodones: Azúcar tirada en forma de algodón de colores.
- Chilacayote en dulce
- Mazapán en forma de frutas: Pasta de azúcar y almendras. Dividida en cantidades diferentes, según los colores que se necesiten.
- Canillitas de leche: Dulce de leche en forma de palitos de 1 cm de grosor.
- Naranjas confitadas
- Cocadas
- Colochos de guayaba
- Bolas de tamarindo
- Tartaletas de leche
- Higos rellenos de manjar blanco y en dulce
- Melcocha simple y con caramelo: Dulce que se estira y se enrolla hasta que cambia su color.
- Dulce de coco
- Rosarios de dulce Esquipulas: Bolas de azúcar entre hojas de elote seco pintados de diferentes colores haciendo la forma de un rosario, muy coloridos y de tamaño grande.

### Otras comidas
- Tortilla de maíz
- Churrasquito
- Chirmol
- Chiles rellenos
- Chancletas de güisquil: mitades de güisquil rellenas de pasta del mismo, mezclada con azúcar, pasas, leche, canela, huevo y polvo de champurradas que se hornea para dorar la superficie.
- Frijoles colorados con chicharrón
- Frijoles blancos con espinazo de carne de cerdo
- Yuca con chicharrón
- Verduras en escabeche
- Fiambre (se prepara para el día de Todos los Santos y los difuntos)
- Enchiladas
- Frijoles volteados
- Frijoles colados
- Mojarra frita
- Ceviche
- Guacamol
- Pan de banano
- Pan de elote
- Panqueques

## Bebidas

### Bebidas Calientes
- Atol de elote
- Ispaxa o atol de elote shuco (solo en Petén)
- Arroz con leche
- Arroz con chocolate
- Ponche (bebida solo preparada para Navidad y Fin de Año)
- Café puro
- Chocolate
- Cacao molido con agua endulzada
- Arroz con tunco
- Tunco erectífico
- Chacha
- Atol de plátano
- Atol de haba
- Atol de pinol
- Bebida con Shucheles
- Atol de manía
- Atol de tres cocimientos

### Bebidas frías y frescos
- Fresco de pepita
- Horchata
- Horchata de coco
- Fresco de rosa de jamaica
- Fresco de tamarindo
- Fresco de nance
- Fresco de chilacayote
- Limonada con chan
- Chinchivir
- Fresco de jocote marañón
- Fresco de jocote
- Fresco de cebada
- Fresco de mango
- Fresco de melón
- Fresco de guanaba
- Fresco de sandía
- Fresco de carao
- Fresco de mora
- Fresco de masa de maíz (agua de chiva)
- Fresco de chía
- Fresco de maracuyá
- Fresco de tiste
- Fresco de carambola

### Licores y otras bebidas alcohólicas
- Rompope
- Ron Zacapa Centenario
- Quezalteca Especial
- Quezalteca Rosa De Jamaica
- Venado especial (ron tipo aguardiente)
- Quetzalteca " Tamarindo "
- Quetzalteca " Horchata "
- Quetzalteca ¨ Naranja pepita ¨
- Caldo de Frutas (licor artesanal de aguardiente y cerezas silvestres)
- Cusha (bebida artesanal hecha a base de piña, especias, tamarindo, el cual lleva un proceso de fermentación)
- Chicha (artesanal): Refresco fermentado que se prepara usualmente para el mes de mayo en el municipio de Mixco, para la celebración de la Virgen de los Morenos.
- Boj (artesanal):  Bebida embriagante propia de Alta Verapaz. La base del boj es el maíz, al que se le agrega jugo de la caña de azúcar y se pone a fermentar por tres días.
- Fresco de Suchiles (artesanal)
- Refresco fermentado de chilacayote (especie de ayote que se prepara también en dulce), también se prepara basado en vinagre.